# Pokémon Red i Blue

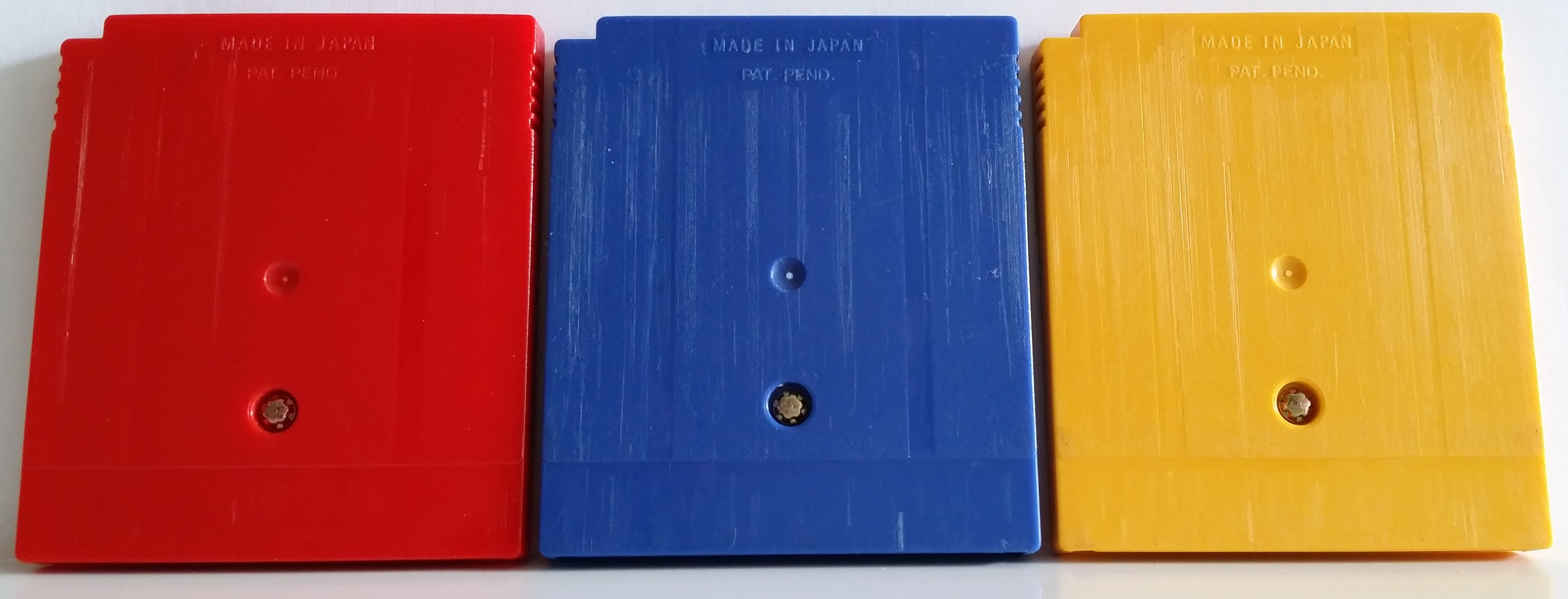
Od lewej strony: Pokémon Red, Pokémon Blue i Pokémon Yellow.

Pokémon Red, Pokémon Green i Pokémon Blue – gry konsolowe z gatunku jRPG stworzone na konsolę Game Boy przez Game Freak i wydane przez Nintendo w 1996 roku. Są to jedne z pierwszych gier z serii Pokémon i pierwsze wydane poza granicami Japonii. W poszczególnych wersjach występują drobne różnice, a najważniejszą z nich jest możliwość złapania niektórych Pokémonów. We wrześniu 2004 roku firma Nintendo wydała oficjalne remaki tych gier na Game Boy Advance: Pokémon FireRed i LeafGreen.

## Rozgrywka
Zastosowany jest widok z góry. Gracz zwiedza świat gry, spotykając różne postaci NPC w tym trenerów Pokémon, z którymi może staczać pojedynki oraz dzikie Pokémony, z którymi może walczyć i je łapać za pomocą specjalnych przedmiotów – Pokéballi. Podczas walki Pokémon zdobywa doświadczenie, które jest potrzebne do zwiększenia poziomu, a tym samym podniesienia statystyk i poznania nowych ataków. Trener może podnieść statystyki swojego Pokémona lub nauczyć go nowych ataków używając odpowiednich przedmiotów, jednak nie zawsze jest to możliwe. Po osiągnięciu pewnego poziomu lub użyciu odpowiedniego przedmiotu Pokémon może ewoluować w silniejszą formę. Walki Pokémonów są rozgrywane w turach, w sposób jeden na jednego. O zwycięstwie decydują statystyki, typ, ataki, a także szczęście. Po znokautowaniu lub wycofaniu jednego z Pokémonów trenera wystawia on do walki następnego (Można mieć maksymalnie 6 Pokémonów przy sobie – resztę przechowuje się w komputerach znajdujących się w budynkach Pokémon Center). Na każdą turę przypada jeden atak lub wycofanie Pokémona albo użycie jednego przedmiotu przez trenera. Walka kończy się złapaniem dzikiego stworka, znokautowaniem jednej ze stron, lub ucieczką (w przypadku walki dwóch trenerów dopuszczalna jest tylko druga opcja). Pokonane/zmęczone Pokémony można po walce przywrócić do zdrowia w budynkach Pokémon Center lub za pomocą przedmiotów. Do pokonania niektórych przeszkód na mapie potrzebne są Pokémony z odpowiednimi atakami, np. aby przeciąć drzewo blokujące drogę, należy użyć ataku Cut (cięcie). W grze można znaleźć wiele ukrytych przedmiotów, można je także kupować w sklepach za pieniądze zdobywane w walkach. Gra jest w większości jednoosobowa, jednak można staczać walki oraz handlować Pokémonami z innymi graczami poprzez połączenie z drugim Game Boyem (niekoniecznie z grą Pokémon Red czy Blue – możliwe jest to także z niektórymi innymi wersjami gier z serii Pokémon).

## Fabuła
Gracz wciela się w postać młodego trenera Pokémonów z miasteczka Pallet Town (jap. マサラタウン; Masara Town) i wybiera jednego z trzech startowych stworków od profesora Oaka: Bulbasaura (roślinny), Charmandera (ognisty), bądź Squirtle’a (wodny). W czasie wędrówki po krainie Kanto łapie nowe Pokémony, stacza walki z głównym rywalem – wnukiem prof. Oaka oraz innymi trenerami. Walczy także ze złym zespołem R. Może spotkać także cztery potężne legendarne Pokémony: Articuno, Zapdosa, Moltresa i Mewtwo. Podróżując, zdobywa odznaki od pokonanych liderów sal, na których stacza się walki, aby uzyskać wstęp na równinę Indygo, gdzie rozgrywane są mistrzostwa walk Pokémon. Musi zmierzyć się tam z Elitarną Czwórką i swoim rywalem – zwycięzcą poprzednich mistrzostw.
Celem gry oprócz zdobycia tytułu Mistrza Pokémon jest skompletowanie Pokedéxu, czyli schwytanie wszystkich 150 gatunków Pokémonów (nie jest to możliwe bez wymiany Pokémonów z innymi graczami, posiadającymi inne wersje gier Pokémon).

## Pocket Monsters: Blue
W oryginalnym japońskim wydaniu gry Pokémon Red i Pokémon Blue nazywały się odpowiednio: Pocket Monsters: Red i Pocket Monsters: Green. Mechanika tych gier nie różni się od wersji zachodnich, ale w grafice są znaczne różnice. Gry zawierały także liczne błędy.
15 października 1996 Nintendo w Japonii wydało grę Pocket Monsters: Blue, która była poprawioną wersją poprzednich. Poprawiono wiele błędów i przerobiono grafikę. Grafika ta została użyta w zachodnich wersjach: Pokémon Red i Pokémon Blue. Część błędów i mechanizmów pozostała jednak nienaprawiona.
Po Pocket Monsters: Blue wydano Pocket Monsters: Pikachu, w angielskiej wersji znane jako Pokémon Yellow. To wydanie miało poprawki błędów z poprzedniej wersji, poprawiona została grafika i mechanika gry. Szczególnie rzuca się w oczy także fakt, iż za głównym bohaterem podąża mówiący Pikachu.

## Odbiór gry
Gry Pokémon Red, Blue oraz Green sprzedano w ponad 20,08 miliona kopiach w Japonii i Stanach Zjednoczonych.

## Błędy
W grze znalazło się wiele błędów, takich jak możliwość pojawienia się Pokémona o nazwie MissingNo. (jap. けつばん Ketsuban), a także zdobycie 151 Pokémona – Mew, który został dodany na szybko przed premierą gier Pocket Monsters Red i Green w Japonii, nie dodając naturalnego sposobu jego zdobycia. Było także możliwe pominięcie kamieni ewolucyjnych (poprawione w Pokémon Yellow). Wiele z nich zostało naprawionych przy produkcji Pokémon Yellow (łącznie ze wspomnianą możliwością pominięcia kamieni ewolucyjnych), a żaden z nich nie występuje w Pokémon FireRed i LeafGreen.